# Cabo Vírgenes

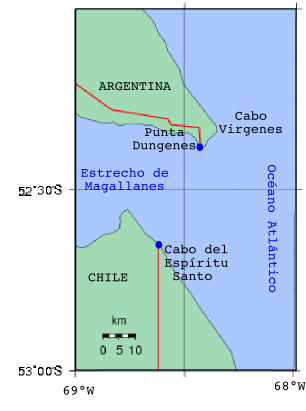
Mapa

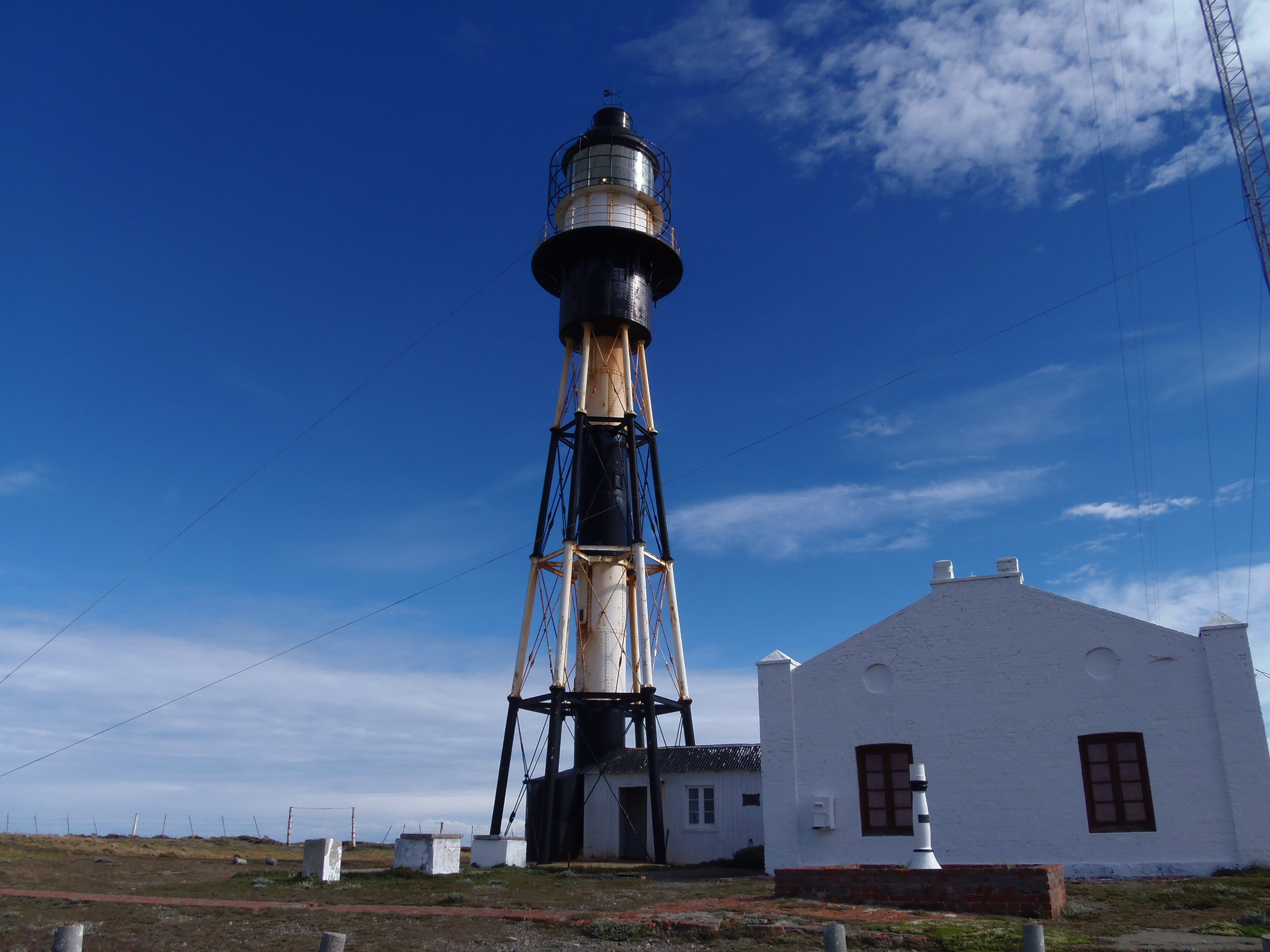
Maják na mysu

Cabo Vírgenes (Mys Panen) je mys na jihovýchodě argentinské Patagonie, který označuje vjezd do Magalhãesova průlivu. Nachází se v provincii Santa Cruz 130 km od města Río Gallegos. Jihozápadním směrem leží na chilské hranici Punta Dungeness, nejjižnější bod kontinentální Argentiny.
Mys obeplul 21. října 1520 Fernão de Magalhães a objevil tak cestu z Atlantského do Tichého oceánu. Protože se tak stalo na den svaté Voršily, pojmenoval mys podle legendy o jedenácti tisících pannách, které Voršilu doprovázely. Roku 1584 zde Pedro Sarmiento de Gamboa založil osadu Ciudad del Nombre de Jesús (Město Ježíšova jména), jejíž obyvatelé do tří let pomřeli hladem a lokalita tak dostala název Puerto del Hambre (Přístav hladu). Znovu se mys nakrátko zalidnil za zlaté horečky koncem 19. století.
V dubnu 1904 byl na mysu postaven 26 m vysoký maják. Mys je nultým bodem nejdelší argentinské silnice Ruta Nacional 40, vedoucí do La Quiacy na hranici s Bolívií. V roce 1986 byla oblast kolem mysu o rozloze 1230 hektarů vyhlášena přírodní rezervací. V okolním moři je možno pozorovat množství velryb jižních.